# 8° Congreso del Partido de los Trabajadores de Corea
El 8º Congreso del Partido de los Trabajadores de Corea se celebró en la Casa de la Cultura 25 de Abril en Pionyang el 5 de enero de 2021. Participaron un total de 7000 delegados que representan aproximadamente 9,1 millones de miembros del partido.

## Preparativos
Los indicios de un próximo 8° Congreso del PTC surgieron por primera vez durante la 13° reunión del Buró Político del 7° Comité Central del PTC celebrada el 7 de junio de 2020. La reunión mencionó la redacción de una enmienda de la Código del Partido del Trabajo de Corea, que solo puede aprobarse mediante un congreso del partido o una conferencia del partido.
El congreso fue anunciado a través de una decisión emitida en la sexta reunión plenaria del 7.º Comité Central del PTC el 19 de agosto de 2020. Entre las agendas del congreso se encontraban la revisión del trabajo del Comité Central del PTC, la revisión del trabajo de la Comisión Central de Auditoría, la revisión de la Código del Partido del Trabajo de Corea y la elección del órgano de liderazgo central.
El Secretario general del Partido del Trabajo de Corea, Kim Jong-un, también reveló durante la reunión plenaria que se presentó un nuevo plan de desarrollo económico quinquenal en el congreso después de mencionar que el actual plan quinquenal de desarrollo económico no ha cumplido sus objetivos.